# O’Brien Wasome
O’Brien Wasome (ur. 24 stycznia 1997) – jamajski lekkoatleta specjalizujący się w skoku w dal i trójskoku.
Srebrny medalista igrzysk olimpijskich młodzieży w skoku w dal (2014).
Stawał na najwyższym stopniu podium CARIFTA Games.
Rekordy życiowe: skok w dal – 7,71 (25 marca 2015, Kingston); trójskok – 16,39 (18 marca 2016, Kingston).

## Osiągnięcia
| Rok  | Impreza                               | Miejsce   | Konkurencja | Lokata            | Wynik |
| ---- | ------------------------------------- | --------- | ----------- | ----------------- | ----- |
| 2013 | Mistrzostwa świata juniorów młodszych | Donieck   | trójskok    | el. – 17. miejsce | 14,90 |
| 2014 | Igrzyska olimpijskie młodzieży        | Nankin    | skok w dal  | 2. miejsce        | 7,44  |
| 2015 | Mistrzostwa panamerykańskie juniorów  | Edmonton  | skok w dal  | 8. miejsce        | 7,32  |
| 2015 | Mistrzostwa panamerykańskie juniorów  | Edmonton  | trójskok    | 3. miejsc         | 16,17 |
| 2016 | Mistrzostwa świata juniorów           | Bydgoszcz | skok w dal  | el. –             | NM    |